# Balterley Heath
Balterley Heath – wieś w Anglii, w hrabstwie ceremonialnym Cheshire, w dystrykcie (unitary authority) Cheshire East. Leży 39 km na południowy wschód od miasta Chester i 230 km na północny zachód od Londynu.